# Robert Adams (rzeźbiarz)
Robert Adams (ur. 5 października 1917 w Northampton, zm. 5 kwietnia 1984 w Great Maplestead) – brytyjski rzeźbiarz.

## Życiorys
Studiował w Northampton School of Art i od roku 1949 wykładał w Central School of Art w Londynie. Pozostawał pod wpływem twórczości Henry'ego Moore'a i Barbary Hepworth. Tworzył abstrakcyjne postkonstruktywistyczne obiekty o geometrycznych formach.

## Galeria

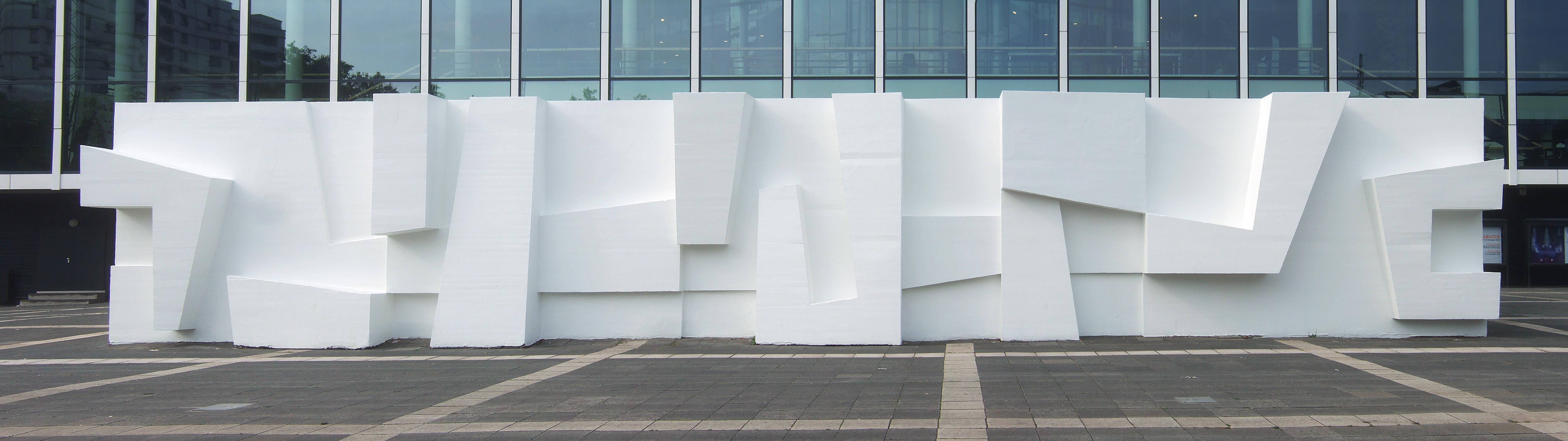
Dekoracja rzeźbiarska elewacji teatru muzycznego (Musiktheater Im Revier) w Gelsenkirchen (Niemcy) wg projektu Roberta Adamsa. Beton zbrojony